# Vídsich
"Vídsich" (en español Contrarresto; en ucraniano: Відсіч) es un movimiento civil ucraniano que surgió en 2010 como reacción al recién formado gobierno de Víktor Yanukóvich y el Partido de las Regiones, de tendencias favorables a la cercanía política y económica con la Federación de Rusia.

## Creación
Después de la victoria de Víktor Yanukóvich en las elecciones presidenciales del 2010, activistas que previamente habían participado en campañas de protesta decidieron reunirse y discutir la situación política en Ucrania tras la elección del nuevo gobierno. También fueron invitados a reuniones de diferentes organizaciones.
El encuentro fue convocado para el 20 del febrero de 2010. Esta fecha se considera el día de la fundación del "Vídsich", ya que se decidió en la reunión organizarse para realizar acciones, elaborar principios y enfocarse de las actividades del futuro.
Participaron en la creación del "Vídsich" tanto militantes de movimientos de resistencia anteriores ("La revolución en el granito" (en ucraniano: «Революція на граніті»), protesta de estudiantes ucranianos contra el gobierno comunista y por la independencia del país, el movimiento "¡Ucrania sin Kuchma!" (en ucraniano: «Україна без Кучми!»), una serie de protestas contra el entonces presidente de Ucrania, Leonid Kuchma, en 2001, el Comité Civil "¡Por la verdad!" (en ucraniano: «За правду!»), creado para realizar los actos de protesta contra Leonid Kuchma, la campaña civil "¡Porá!" (en ucraniano: «Пора!»), organización juvenil que fue uno de los protagonistas de la Revolución naranja, etc.) como otras personas preocupadas por la situación en el país.

## Principios del movimiento
1. No violencia. La resistencia no violenta es usa como táctica de protesta más eficaz (que no es lo mismo que el pacifismo).
2. No jerarquía y el carácter rotativo de órganos. El movimiento carece de líderes formales; cada acción o campaña tiene sus coordinadores, pero el movimiento en general no tiene un único líder que mande, todas las decisiones se toman en el transcurso de un debate de activistas. Las células de la organización son equipolentes y se comunican horizontalmente.
3. Carácter abierto. "Vídsich" no tiene secretos del mundo que lo rodea. "Vídsich" oculta cierta información a la divulgación pública (como las contraseñas o los datos de los activistas), pero la información acerca de las posiciones y la actividad del movimiento está al alcance de todos.
4. No partidismo y sin orientación ideológica. El movimiento civil "Vídsich" no colabora con ninguna fuerza política. Los miembros de partidos pueden ser militantes de "Vídsich", pero en el movimiento no tienen derecho defender los intereses de sus partidos.
5. El principio del consenso consiste en que la decisión se toma cuando es apoyada por todos.
6. Sacrificio. Nadie puede obtener dividendos de la participación en "Vídsich", excepto el placer de haber hecho algo por una causa común. En cambio, todos los activistas de "Vídsich" tienen que sacrificar algo para la causa común (tiempo, esfuerzos, dinero etc.)
7. Copyleft. Cada uno hace todo lo que está dispuesto a hacer sin exigir nada para sí mismo. Todo lo que aporta el activista de "Vídsich" deja de ser su propiedad y se hace la de "Vídsich", de la sociedad y de la civilización humana. Nadie tiene derecho de exigir reconocimiento o privilegios por lo que hace.

## Acciones y campañas de protesta

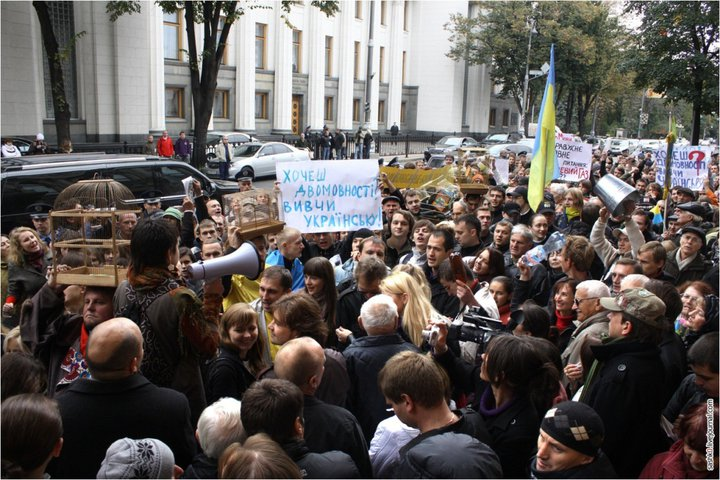
Activistas del "Vídsich" en el transcurso de la acción por la defensa de la lengua ucraniana

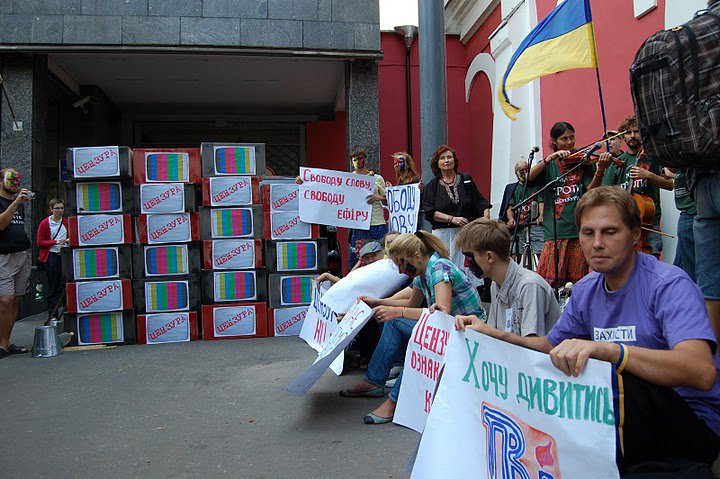
Activistas del "Vídsich" en el transcurso de la acción contra la censura en Ucrania

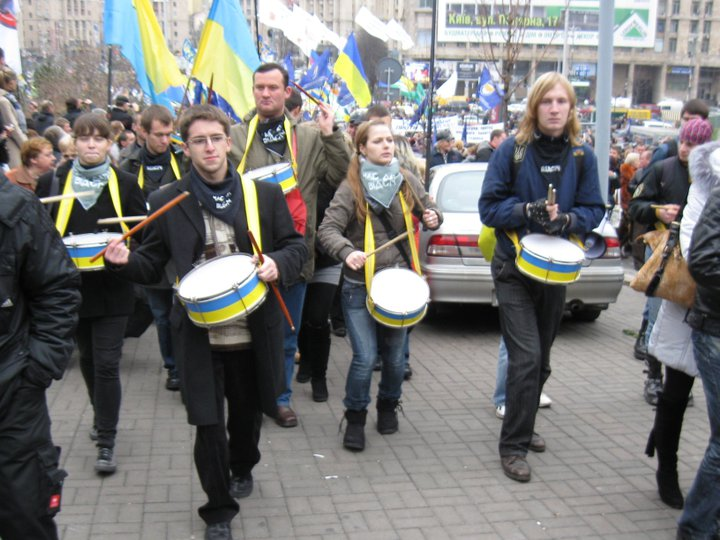
Activistas del "Vídsich» en el transcurso de las protestas contra el Código Fiscal

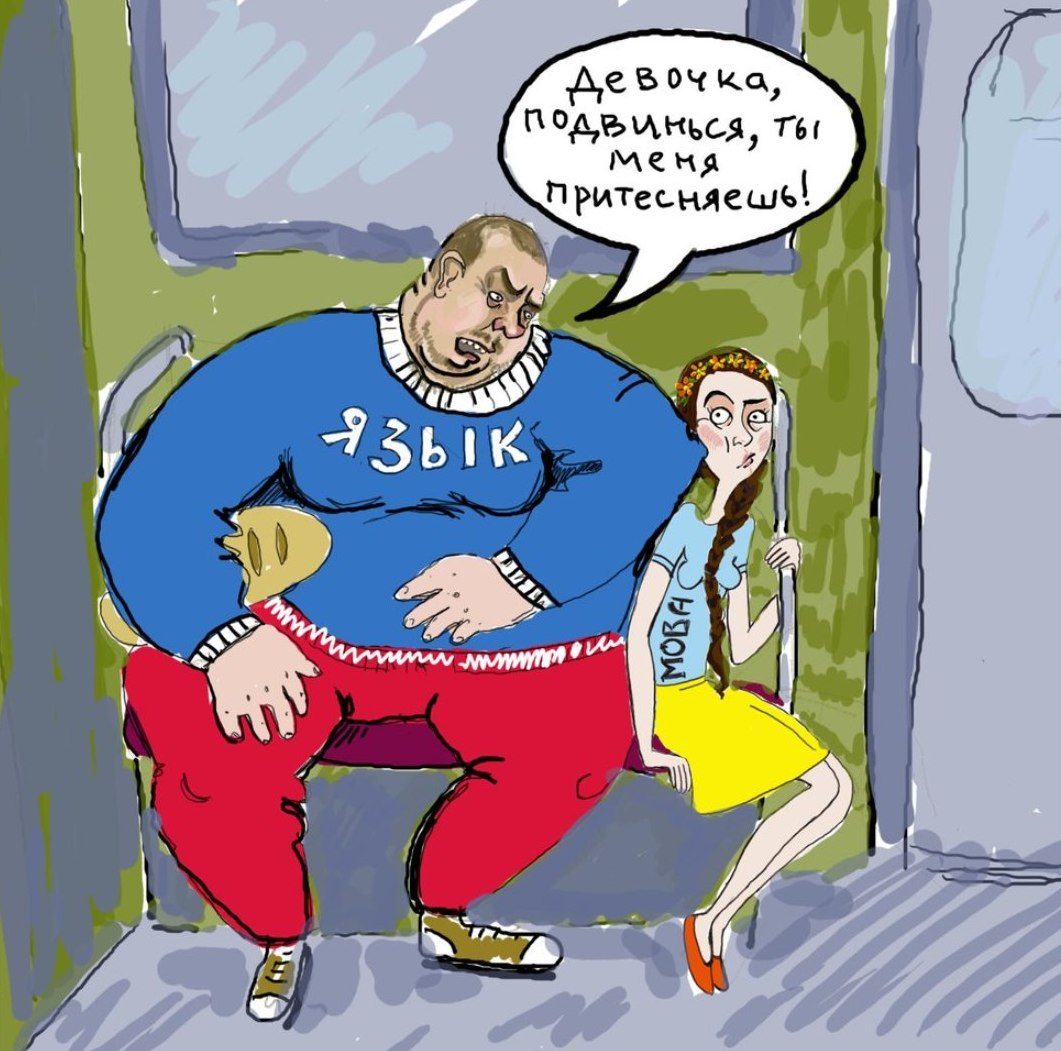
La caricatura de Vídsich representa al rusohablante increpando a la joven ucrainófona por discriminarlo.

Desde el marzo de 2010, el movimiento civil "Vídsich" participó en centenares de manifestaciones (principalmente en las acciones callejeras, huelgas preventivas, protestas sentadas, audiencias, mesas redondas) en muchas ciudades de Ucrania organizadas tanto independientemente como en colaboración con otras ONG. Entre ellos:
- "La campaña antiTabachnykista" (en ucraniano: АнтиТабачна кампанія) en el marco de la cual se organizaron acciones en defensa de la enseñanza ucraniana contra las innovaciones de Dmytró Tabáchnyk, Ministro de Educación y Ciencias (después, Ministro de Educación y Ciencia, Juventud y Deporte), famoso por sus declaraciones chovinistas y de xenofobia.[3][4][5]
- La campaña "No al estado policíaco" (en ucraniano: Ні поліцейській державі) exigió una investigación imparcial y una condena justa para los culpables de la muerte del estudiante Igor Indylo (que murió en una comisaría)[6][7][8] y otros casos sonantes, contra el abuso policiaco en general.[9][10]
- La campaña "Por la protesta pacífica" contra la aprobación de la Ley N 2450 (que tenía que limitar sustancialmente la libertad de las reuniones pacíficas). Se llevaron adelante también acciones de solidaridad con bielorrusos y rusos que luchan por el derecho de reuniones pacíficas en sus respectivos países.[11][12]
- La campaña "¡Dedíquense al trabajo, dejen de manipular con la lengua!" (en ucraniano: Займіться ділом, а не язиком!) protestando contra la aprobación del proyecto de la Ley N 1015-3 "Sobre las lenguas en Ucrania" y sus modificaciones que llevarían a la crispación en la sociedad y desplazarían la lengua ucraniana de las principales esferas de vida y actividad de los ucranianos.[13]
- La campaña "La venganza por la división de Ucrania" (en ucraniano: Помста за розкол країни) destinada a impedir la aprobación de la Ley "Sobre los Principios de la Política Lingüística del Estado" № 9073 y la eliminación de los efectos negativos de la Ley "Sobre los Principios de Política Lingüística del Estado" № 5029-VI. Consistía en hacer revelar las cifras de las encuestas de los partidos políticos y los diputados que votaron a favor de esta ley y otras personas que contribuyeron a la aprobación de esta ley.[14][15]
- La campaña "Contra la degradación de la enseñanza" (en ucraniano: Проти деградації освіти) dirigida contra la aprobación de dos proyectos de la Ley "Sobre la enseñanza superior" (N 7486-1, N 9655 etc.) que merman los derechos de los estudiantes, su protección social y contribuyen a la corrupción en los centros de enseñanza, etc.[16][17][18]
- La campaña de la promoción de Las pruebas independientes externas (PIE) — en contra de la adopción de los proyectos de la ley № 1187 y № 2060 minimizando el significado y la función de las PIE.[19][20]
- La organización de protestas contra el proyecto del Código Fiscal que obligaron al gobierno retirar temporalmente este Código (lo aprobaron más tarde con importantes enmiendas) y rechazar completamente las ideas de la aprobación apresurada de los Códigos de Vivienda, Laboral y sobre Pensiones.
- Las acciones contra la censura y por la defensa de libertad de la palabra, en particular, contra el recorte de frecuencias para los canales televisivos "5 canal" (en ucraniano: «5 канал»), "TVi" (en ucraniano: «ТВі»),[21] "STB" (en ucraniano: «СТБ»), y acciones para conmemorar a los periodistas asesinados en el período después de obtener Ucrania su independencia.
- El movimiento participó en la organización de la campaña de homenaje a las víctimas del Holodomor-genocidio,[22][23] se manifestó por la supresión de los nombres de los organizadores y ejecutores del Holodomor de la toponímica ucraniana.
- "¡No compres mercancías rusas!" (en ucraniano: Не купуй російське!) es una campaña de boicot de los productos rusos en respuesta al bloqueo comercial de los productos de exportación de Ucrania a la Federación de Rusia;[24][25][26] más tarde - en respuesta a la anexión de Crimea y Sebastopol por Rusia.[27]
- "Boicot del cine ruso" (en ucraniano: Бойкот російського кіно) es la campaña del boicot de ruso cine.
- La participación en el "Euromaidán", en particular, en la coordinación de las huelgas estudiantiles[28][29][30][31] y en la autoprotección en Kiev.[32]
- Las medidas de la recogida de dinero,[33] los productos,[34][35] equipos etc. para los militares de Ucrania (en particular - para la 95 BATS[36][37]) que luchan en el este de Ucrania.[38][39] También, las acciones con exigencias de devolver el control del este de Ucrania y Crimea,[40] las demandas de abastecer a los militares ucranianos con todo lo necesario de las autoridades[41][42][43] y para apoyar a los militares ucranianos.[44]

Fue también el ONG "Vídsich" el organizador (o participante) de las acciones de solidaridad con los defensores del parque Gorki en Járkov (contra la destrucción de un parque viejo y la construcción de un parque de atracciones ilegales), contra la ubicación de la flota del Mar Negro de la Federación de Rusia en el territorio de Ucrania, en defensa del doblaje al ucraniano de las películas extranjeras, contra la persecución de historiadores y contra la revisión de la historia, por la propaganda de la simbología estatal, "Pasemos la Semana Santa juntos" (la estancia de estudiantes del Este y Sur de Ucrania en las familias de sus coetáneos en Lviv), "No permitiremos desalojar los museos de Laura", "La radiodifusión ucraniana en vivo" (las acciones contra la disminución de la producción ucraniana en la radiodifusión), contra el cambio del nombre de la calle Iván Mazepa, en conmemoración del 66 aniversario de la deportación de los tártaros de Crimea, "¡La calle Jreshchátyk destruida: recordamos la destrucción!", en conmemoración de los Héroes de Kruty (el 29 de enero de 1918, en la República Popular Ucraniana se enfrentaron 300 estudiantes universitarios a los destacamentos del Ejército Rojo cerca de la aldea de Kruty del raión de Nizhyn), la celebración del Día de Sobórnist (Unificación) cuando se formaron "cadenas humanas" de manifestantes a través del puente de Patón en la ciudad de Kiev y otra en la ciudad de Drogóbich) simbolizando la unidad nacional, la acción "Los panecillos para la gente de Donetsk" (el Día de Sobórnist se distribuyeron los panecillos a la gente que venía de Donetsk que simbolizaba la unificación del Este y Oeste de Ucrania) en Lviv, etc); la recogida de firmas por la restauración del tránsito de trenes por ciertos itinerarios y la protesta contra el déficit artificial de los billetes en cajas del ferrocarril ucraniano; una muestra de "arma" de protestas estudiantil; la acción contra el proyecto de la Ley N 8757 "Sobre las giras artísticas" y otras actividades.